# John Milius
John Frederick Milius (St. Louis, Missouri, 11 d'abril de 1944) és un guionista, director i productor de cinema estatunidenc. És conegut per pel·lícules com Apocalypse Now (com a guionista) i Conan el Bàrbar (com a director), Alba vermella (com a director) o la sèrie Roma.

## Biografia
En la dècada dels 60 intenta d'allistar-se a l'exèrcit però n'és rebutjat per problemes de salut. És aleshores que comença una carrera en el món del cinema a partir d'un concurs de pel·lícules d'estudiants el 1967, durant el qual guanya el primer premi amb la pel·lícula I'm So Bored. De seguida comença a treballar en altres pel·lícules i petits pressuposts i finalment en produccions més grans. Tot i haver començat com a guionista, decideix treballar com a director per no haver quedat satisfet amb les modificacions aportades als seus guions per a The Life and Times of Judge Roy Bean i Jeremiah Johnson (1972). Fascinat per la Guerra del Vietnam, escriu amb Francis Ford Coppola el guió d'Apocalypse Now el 1979, pel qual és nominat a l'Oscar al millor guió adaptat. La seva pel·lícula més coneguda com a director, Conan el Bàrbar (1982), és considerada com una il·lustració nietzschiana de les idees personals de l'autor. Treballa també com a aconsellador de guions en força pel·lícules, com Jaws i The Hunt for Red October.
El 2005 crea amb William J. MacDonald, per a les cadenes anglesa BBC i americana HBO, la sèrie de televisió Roma. El 2009 participa en el guió del videojoc Homefront de Kaos Studio. El 2010 participa com a guionista i director en el desenvolupament del projecte de la sèrie de televisió Pharaoh, semblant a Roma, però aquest cop ambientada en l'antic Egipte.

## Treballs

### Filmografia
- The Devil's 8 (1968)
- Dirty Harry (1971)
- The Life and Times of Judge Roy Bean (1972)
- Jeremiah Johnson (1972)
- Magnum Force (1973)
- Dillinger (1973)
- El vent i el lleó (1975)
- Jaws (1975)
- El gran dimecres (1978)
- Apocalypse Now (1979)
- Conan el Bàrbar (1982)
- Aurora roja (Red Dawn) (1984)
- Farewell to the King (1989)
- The Hunt for Red October (1990)
- El vol de l'Intruder (Flight of the Intruder) (1991)
- Geronimo (Geronimo: An American Legend) (1993)
- Clear and Present Danger (1994)
- Motorcycle Gang (1994)
- Rough Riders (1997)
- Texas Rangers (2001)

### Novel·la
- The Life and Times of Judge Roy Bean (1972) - basada en el seu guió
- The Wind and the Lion (1975) - basada en el seu guió
- Homefront: The Voice of Freedom (2011) - basada en el viodeojoc

### Productor
- Porno dur (Hardcore) (1978), direcció de Paul Schrader
- Used Cars (1980), direcció de Robert Zemeckis
- Valor extraordinari (Uncommon Valor) (1983), direcció de Ted Kotcheff
- Roma - Serie I (2005) (co-creador i co-productor executiu)
- Roma - Serie II (2009) (co-creador i co-productor executiu)

## Premis i nominacions

### Nominacions
- 1980. Oscar al millor guió adaptat per Apocalypse Now